# 中点連結定理

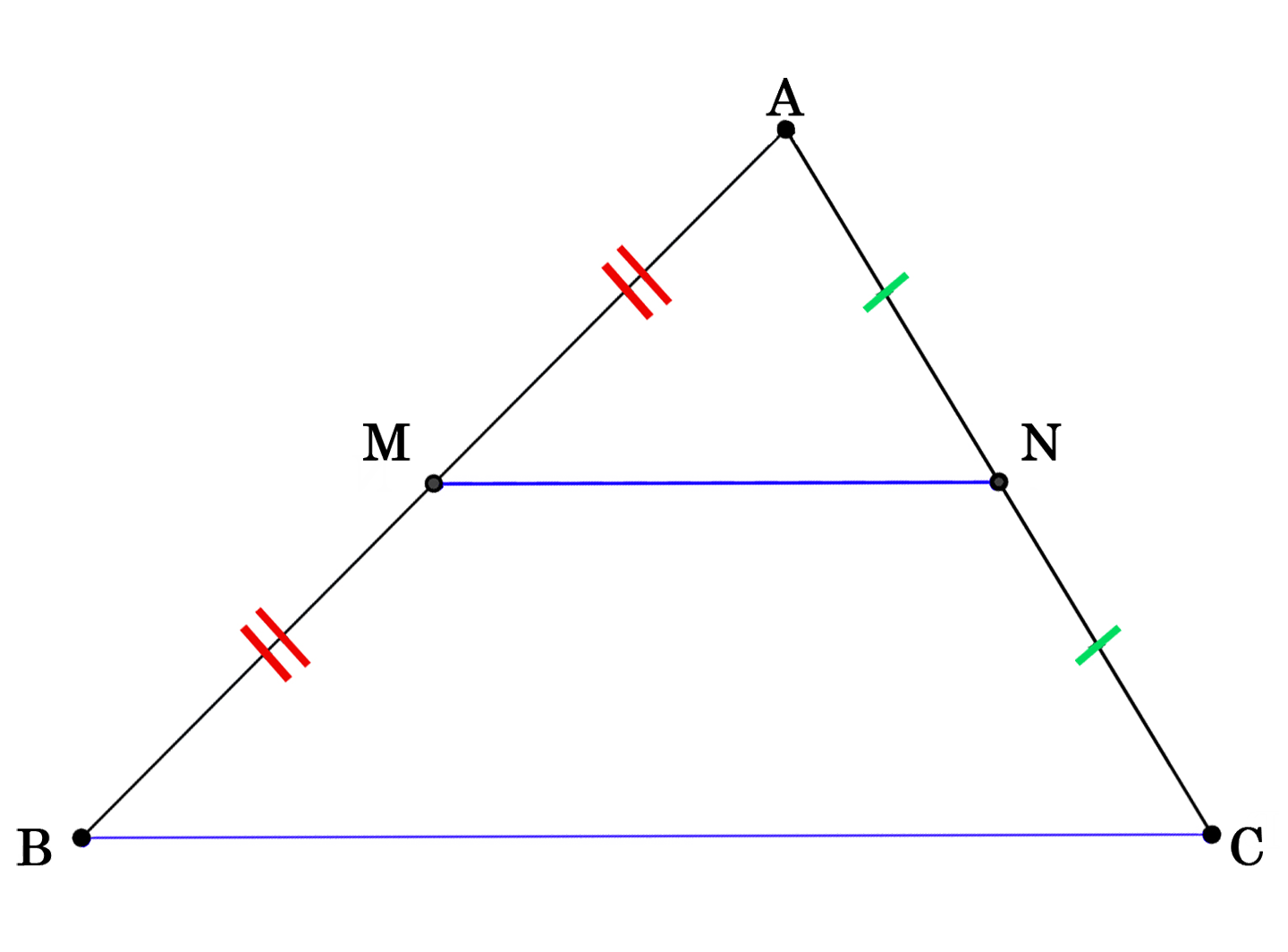
中点連結定理。辺 MN と BC の長さの比は 1:2 であり、2 つの辺は互いに平行である。

中点連結定理（ちゅうてんれんけつていり、英: midpoint theorem, midpoint connector theorem）とは、平面幾何の定理の一つ。

## 定理
三角形の底辺を除く2 辺のそれぞれの中点を結んだ線分「中点連結」は、底辺と平行であり、長さは底辺の半分に等しい。また、相似比が1:2の相似な三角形ができる。

## 証明
以下において、∥ は 2 つの線分が平行であることを表す。
三角形 ABC について、辺 AB の中点を M, 辺 AC の中点を N とする。このとき、三角形 ABC の中点連結MN は、底辺BC と平行であり、かつ 中点連結MN の長さを 2 倍すると、底辺BC の長さに等しくなることを示し、中点連結定理が成り立つことを証明する。
証明 — 
線分 MN の延長上に、補助点 D をとって、 MN = ND とする。

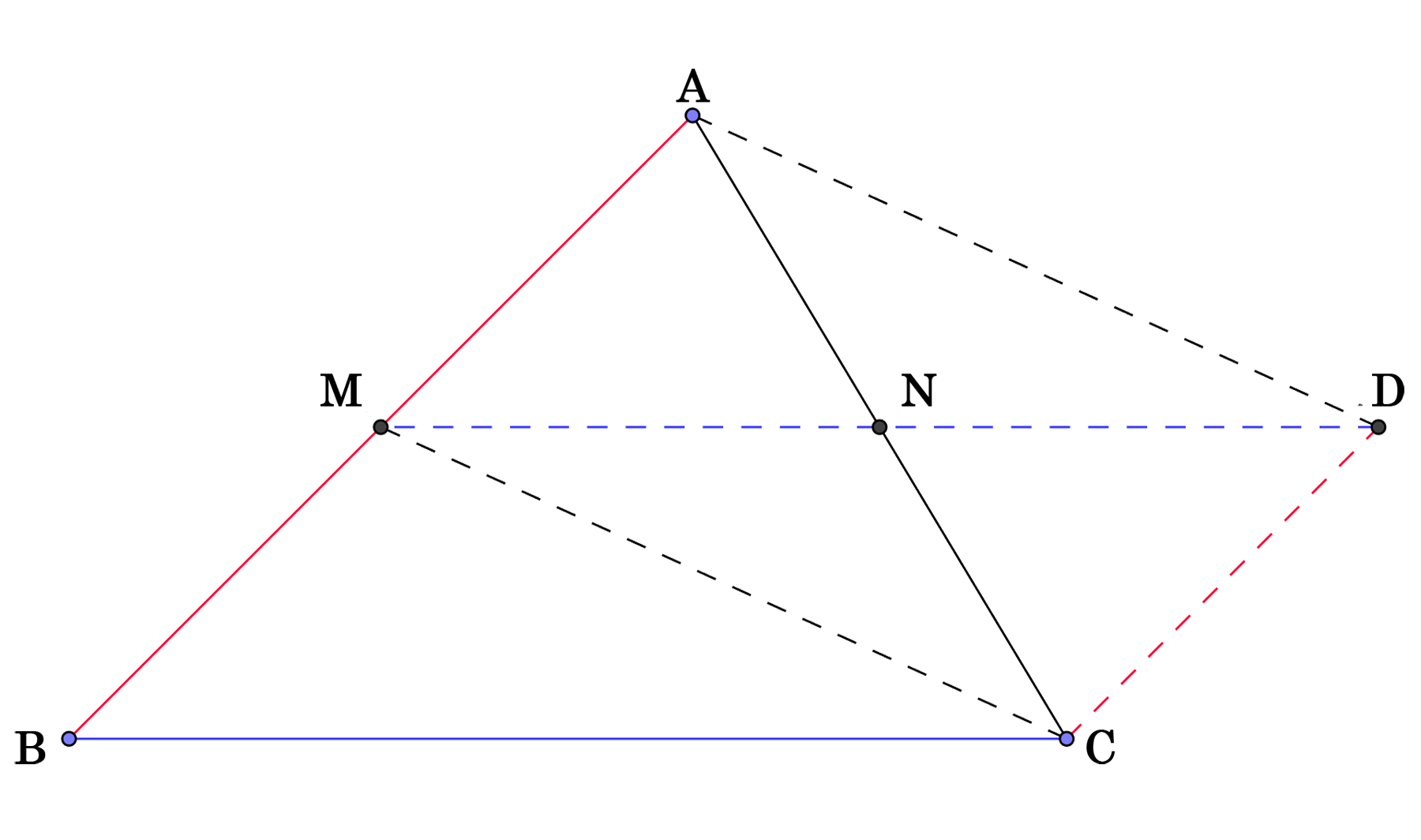
補助点Dは▱AMCDと▱MBCDを形成する。

ここで、MN = ND, AN = NC であり、四角形 AMCD の対角線は各々の中点 N で交わることから、平行四辺形AMCDが成立する。平行四辺形の定義より AM ∥ CD、平行四辺形の対辺の性質より AM = CD が明らかになる。ところが、M は 辺AB の中点であることから AM = MB であることを用いると、MB= CD となり、MB ∥ CD とから、一組の対辺が平行かつ等長であることから 平行四辺形 MBCD が成立する。平行四辺形の定義より、他方の辺の組についても互いに平行であること MD ∥ BC から MN ∥ BC が成り立つ。
また、平行四辺形 MBCD の対辺の性質から、 MD = BC が示され、補助点 D の設定より、MN = ND より 2MN =BC が成り立つから、底辺 BC と、中点連結 MN について中点連結定理が示された。
なお、国内の中学校で用いられている教科書の多くで、図形の相似 の単元の中で、三角形ABC と 三角形AMN が相似であることを用いた証明の記述がある。これは、学習課程の便宜から、証明として用いられている方法であり、相似の性質を利用して示す特殊な例として扱われている。これは中学数学において、相似な図形に関する知識を、小学算数の拡大・縮小の操作を通して得られた、図形の計量の知識の一部と捉え（半ば公理として）証明なしで使用している事情による。数学的には、相似な図形の性質、成立条件を含め、あらゆる相似に関する定理はこの 中点連結定理 とその逆定理を繰り返し用いることで導かれるものであるため、これでは循環論法となって、教科書に証明として記載されている一連の記述は厳密には誤りである。

## 中点連結定理の逆
中点連結定理は、三角形の2つの性質を含んでいる。即ち、
- a. 三角形の中点連結は、底辺と平行の方向を持つ。
- b. 三角形の中点連結は、底辺の半分の長さを持つ。

の両方をまとめて指す定理である。従ってその逆は、それぞれの結論と仮定の一部を入れ替えて、
- a. 三角形の底辺を除く一辺の中点から、残りの一辺上の点に向けて、底辺と平行な方向に線分を引くと、残りの辺上の点は、その辺の中点となる。
- b. 三角形の底辺を除く一辺の中点から、残りの一辺上の点に向けて、底辺の半分の長さの線分を引くと、残りの辺上の点は、その辺の中点となる。

となるが、このうち b. の内容は、反例を示すことで、容易に否定的に証明される。このことから、一般に中点連結定理の逆と呼ばれる定理は、a. の内容であり、より簡単に「三角形の底辺を除く一辺の中点から、底辺の平行線を引くと、残りの辺の中点を通る」と表現される。この内容は真である。
三角形 ABC において、辺 AB の中点 M から引いた底辺 BC の平行線と、残りの辺 AC との交点を N とするとき、点 N は辺 AC の中点となることを示そう。
証明 — 
線分 MN の延長上に、MD = BC となる点 D をとる。四角形 MBCD は、一組の対辺 MD, BC が平行かつ等長であることから、平行四辺形である。よって AB ∥ CD であり、また CD = MB と AM = MB とから AM = CD。一組の対辺 AM, CD が平行かつ等長であることから、四角形 AMCD は平行四辺形。平行四辺形 AMCD の対角線は中点で交わることから、AN = NC。
また、これとは別に、中点連結定理の2つの結論の両方を仮定に盛り込んだ「三角形の、底辺を除く 2 辺の上に端点を持つ線分が、底辺と平行かつ長さがその辺の半分となるとき、その線分の端点は各辺の中点になる」の内容も真であり、これを中点連結定理の逆と呼んで、定理の一つとして扱うことがある。
三角形 ABC において、辺 AB 上の点 M と辺 AC 上の点 N を結ぶ線分MNが、底辺 BC と平行で、かつ長さが半分であるとき、線分 MN は中点連結となることを示そう。
証明 — 
底辺 BC の中点をLとすると、MN = BL かつ MN ∥ BLより、一組の対辺が平行かつ等長であるから、四角形 MBLN は平行四辺形。平行四辺形の定義から、MB ∥ LN。すると中点連結定理の逆（前述）より、点 N は AC の中点。さらに MN ∥ BCより、中点連結定理の逆（前述）より、点 M は AB の中点。このことから、線分MN は三角形 ABC の中点連結であることが示された。

## 台形の中点連結定理
台形では、脚の中点を結ぶ線分を「中点連結」と呼び、三角形の場合と同様、方向は底辺と平行になるが、長さは底辺の相加平均となる。

### 定理
台形 ABCD (BC ∥ DA) において、脚 AB,CDの中点をそれぞれM,Nとするとき、中点連結 MN が底辺 BC や DA と平行で、その長さの 2倍が底辺 BC と DA の和に等しい。

### 証明
底辺 BC を延長し、直線 AN との交点をEとすると、点Nの設定からND = NC, BC ∥ DAの錯角より∠NDA=∠NCE, 対頂角より∠AND=∠ENC,これより一組の辺とその両端の角がそれぞれ等しいことが示されたので、△NDA≡△NCE、合同な図形の対応する辺でDA = CE、また、AN = EN 即ち点Nは線分AEの中点であることがわかる。線分MNが△ABEの中点連結であることから、中点連結定理を用いてMN ∥ BE, 2MN = BE 即ち、2MN = BC + DA